# Leptogium tenuissimum
Leptogium tenuissimum är en lavart som först beskrevs av Dicks., och fick sitt nu gällande namn av Körb. Leptogium tenuissimum ingår i släktet Leptogium och familjen Collemataceae.  Arten är reproducerande i Sverige. Inga underarter finns listade i Catalogue of Life.